# 80號州際公路愛荷華州段
80號州際公路 (I-80)是一个橫跨美國的一條州際公路。 公路在愛荷華州是呈現東西向的。 在跨過密蘇里河後,I-80進入了康瑟爾崖，與I-29短暫共線後,往東北方向行進直到Minden附近與I-680會合。公路過了Shelby後,陸續跨越了US-59,US-71,US-169。到了West Des Moines附近,與I-35,I-235會合並沿著Des Moines外圍與I-35共線後,再次與I-35,I-235會合。之後也與US-65,US-6,US-63,US-218交錯。

## 外部連結
- Interstate 80（页面存档备份，存于） on The Iowa Highways Page
- Iowa 80 Truckstop – World's Largest Truckstop（页面存档备份，存于）